# Ehemalige Heyne-Fabrik

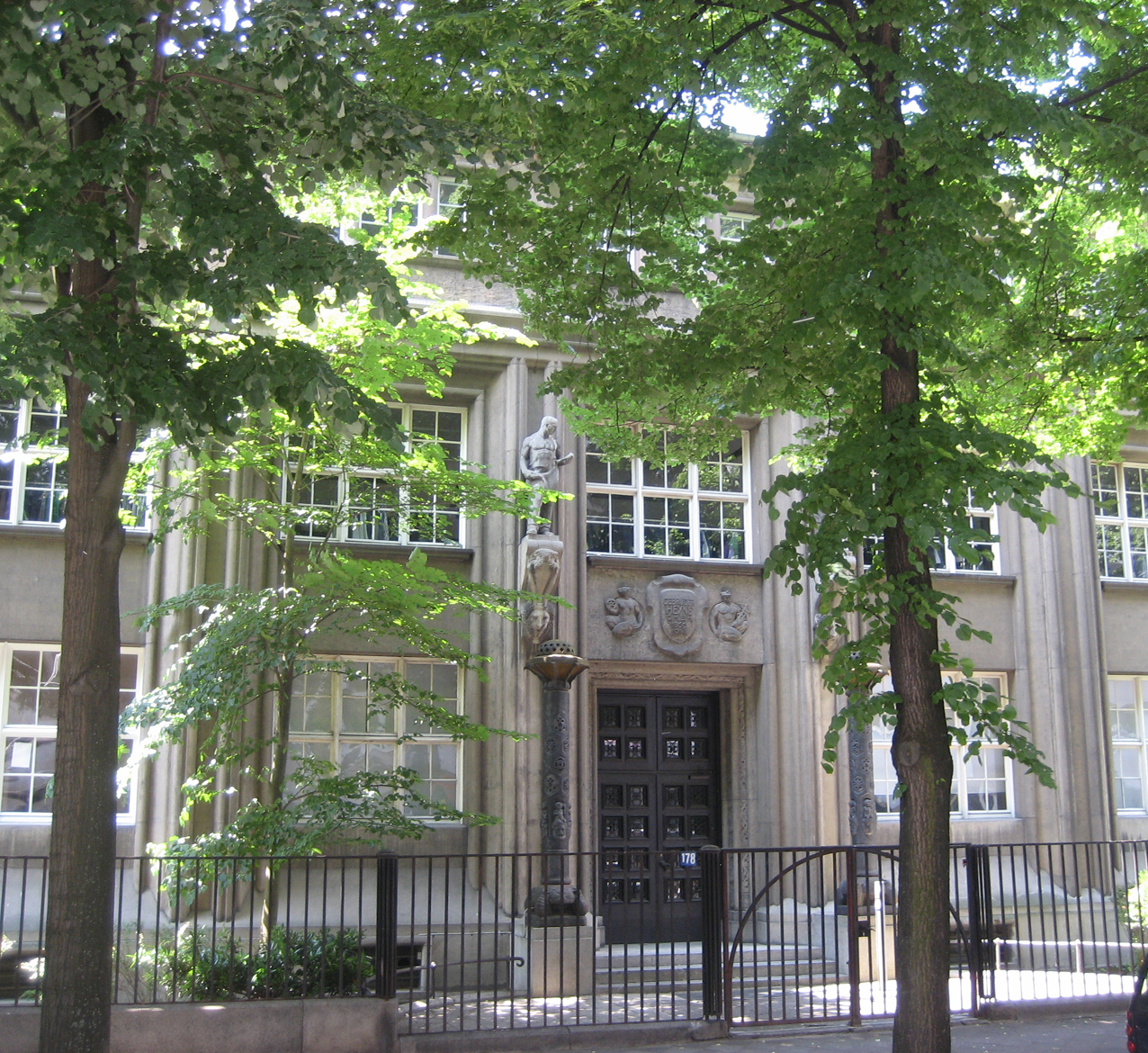
Heynefabrik. Eingang des Verwaltungsgebäudes Ludwigstraße 178

Ehemalige Heyne-Fabrik ist die Bezeichnung des Einzelkulturdenkmals Ludwigstraße 178/180 B–C in Offenbach am Main. Das Verwaltungsgebäude der 1869 gegründeten Gebrüder Heyne GmbH, Metallschraubenfabrik und Fassondreherei, wurde von 1913 bis 1914 erbaut. Architekt des dreigeschossigen Eckhauses war Hugo Eberhardt.
Im weiteren Sinne findet die Bezeichnung Ehemalige Heyne Fabrik auf das gesamte Fabrikgelände Anwendung, welches als Teil der Gesamtanlage XIX unter Ensembleschutz steht.
Seit umfangreicher Sanierung, die mit dem Hessischen Denkmalschutzpreis gewürdigt wurde, werden die Räume von Unternehmen der Werbe-, Mode- und IT-Branche sowie Künstlern genutzt.

## Bauausführung

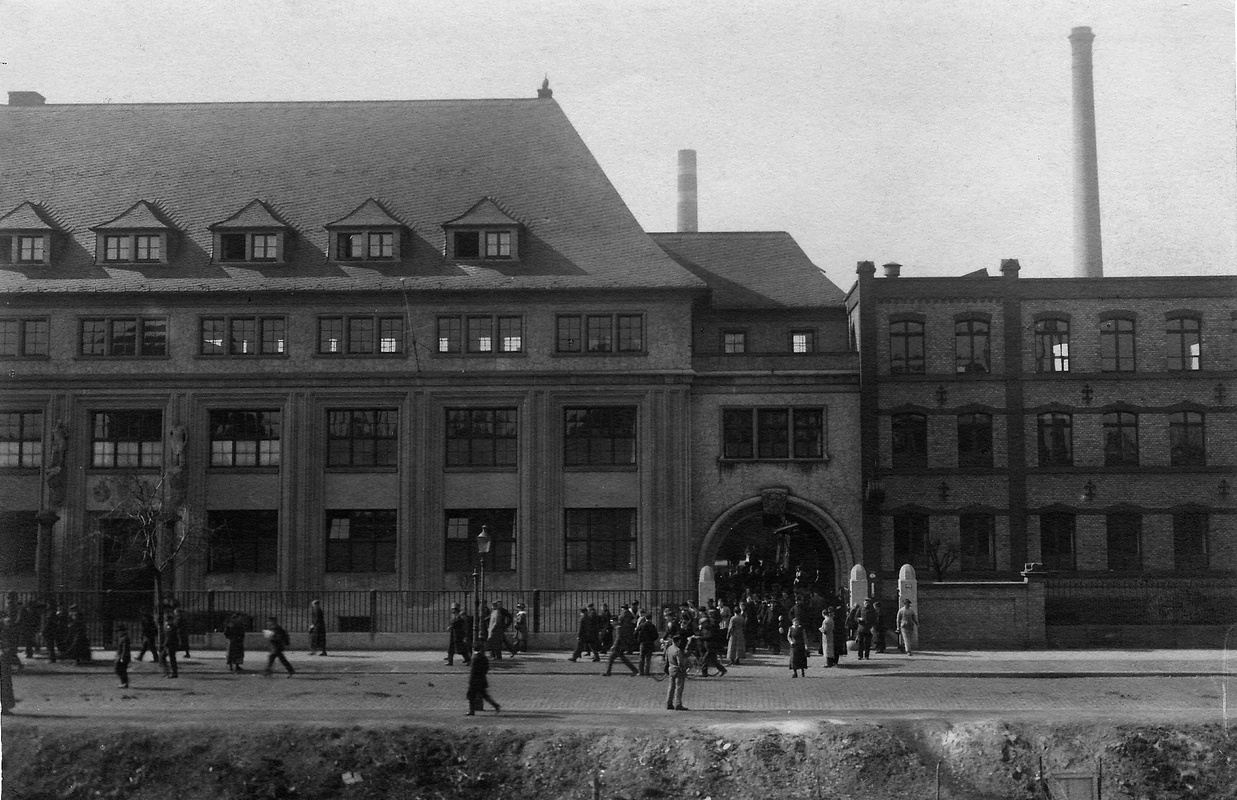
Werkstor der Heyne-Fabrik, Gebäude Ludwigstraße 180 (etwa 1920). Hier noch mit dem durch Kriegseinwirkung verlorenen Walmdach

Das Verwaltungsgebäude ist ein dreigeschossiger Bau mit einer starken vertikalen Betonung der beiden untersten Geschosse durch Wandpfeiler. Deren Profilierung tritt weit hervor und gibt den Fassaden dadurch eine plastische Wirkung. Das obere Geschoss ist in geringerer Höhe und in schlichter Gestaltung ausgeführt und durch die Reihung der dreiteiligen Fenster aufgelockert. Der Bau hatte ursprünglich ein imposantes Walmdach mit zahlreichen Dachgauben. Durch Kriegsschäden bedingt ist lediglich ein flaches Notdach erhalten. Der Eingang zum Gebäude wird durch plastischen Schmuck betont. Im ersten Geschoss flankieren zwei Arbeiterfiguren das Fenster des Direktorenzimmer. Das Relieffeld über dem Eingang zeigt die allegorische Darstellung der Industria (die mittelalterliche himmlische Tugend des Fleißes) und Merkur sowie eine Kartusche mit der Inschrift Gebrüder Heyne G.m.b.H. 1869, 1914. Der Türgriff der hölzernen Eingangstür gilt als interessantes Detail, welches einen mit einem Drachen kämpfenden Siegfried darstellt. Vor dem Eingang stehen zwei im Stil des späten Darmstädter Jugendstils gestaltete gusseiserne Kandelaber, die vom Frankfurter Bildhauer Carl Stock gefertigt wurden. Die schneckengetragenen Säulen sind mit vogelfüßigen Putten und Medusenhäuptern verziert. Am Verbindungsbau zwischen Verwaltungs- und Fabrikationsgebäuden (Ludwigstraße 180) befindet sich das Werkstor mit reichem Skulpturenschmuck.
Im Inneren des Verwaltungsgebäudes findet sich eine Treppenanlage mit einem Geländer in Werkstein. Hier und an den Türgewänden sind schmückende Ornamente in vegetabilen Formen zu finden. Farbige Glasfenster, eine Kassettendecke, Medaillons mit Zentaurdarstellung und eine bronzene Gedenkplatte zum fünfzigjährigen Jubiläum der Firma Heyne 1919 sind weitere Gestaltungselemente des Treppenhauses. Im Obergeschoss findet sich ein Wandbrunnen, der mit Muschelmotiven und Meeresfabelwesen reich dekoriert ist. Steinsäulen mit ionischen Kapitellen und weitere originale Ausstattungsteile, wie Holztüren und Holzvertäfelungen haben sich in diesem repräsentativen Gebäude erhalten.
Das Gebäudeensemble steht unter Denkmalschutz.

## Fabrikgelände

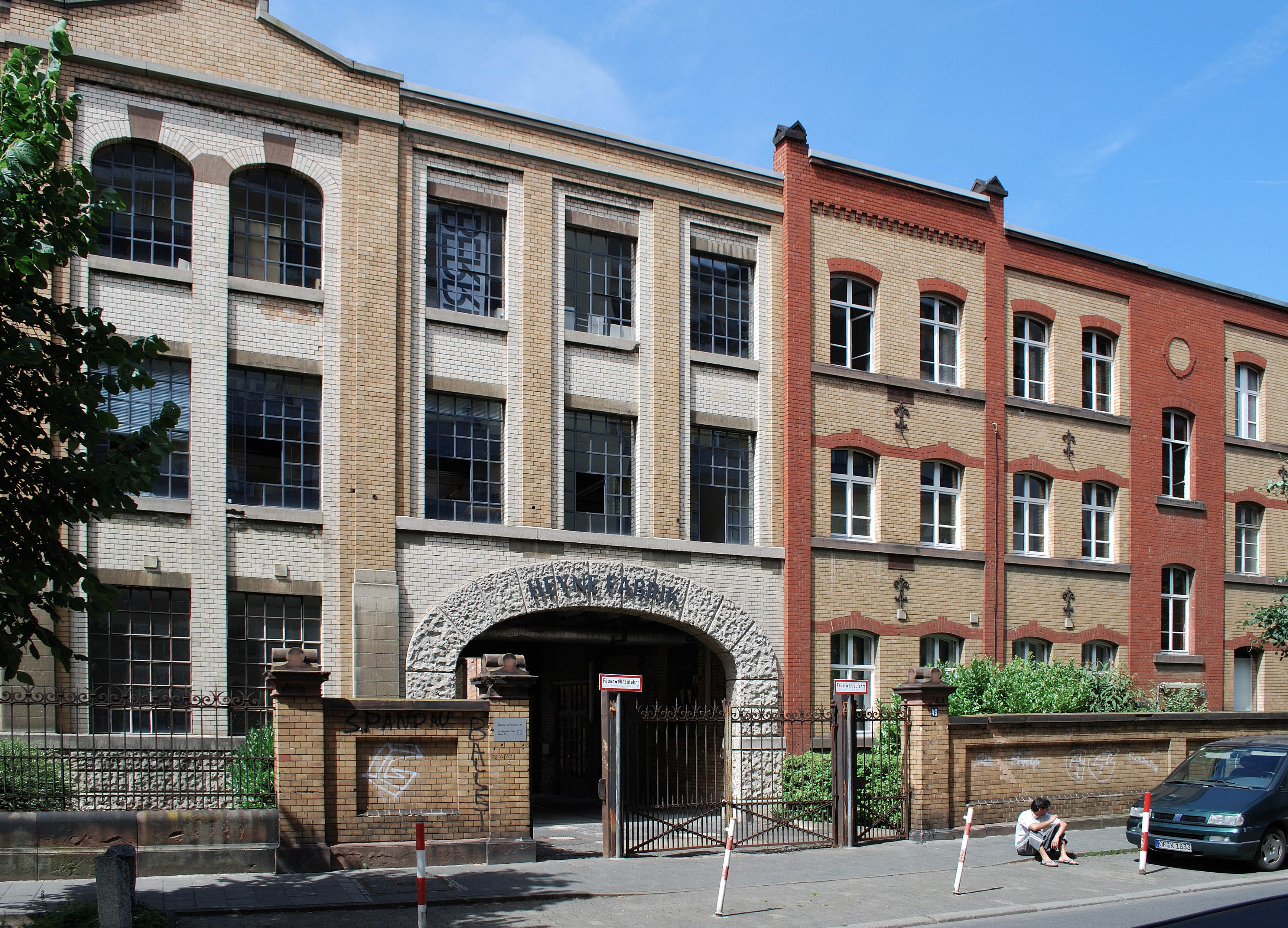
Andréstraße 49. Die Gebäude sind mit schmalen Vorgärten ausgestaltet

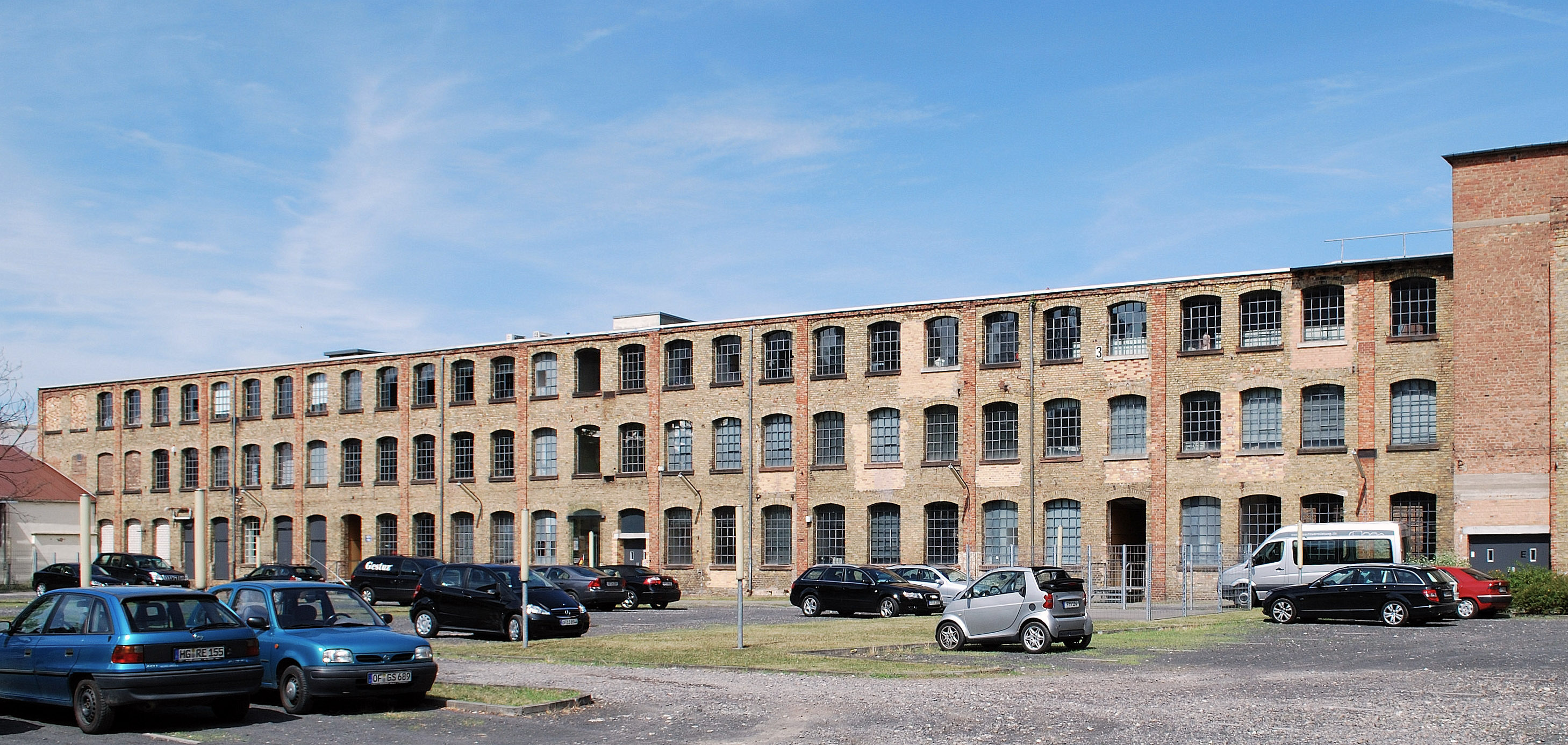
Innenhof der Heyne-Fabrik (2008). Gut erkennbar die schlichtere Ausgestaltung der Fassaden

Die übrigen Fabrikationsgebäude entlang von Ludwig-, André-, Lilistraße und Nordring sind als Teil der Gesamtanlage XIX ebenfalls geschützt. Sie entstanden seit den 1890er Jahren, als die Firma Heyne wegen der bevorstehenden Anlage des Mainhafens hier Gelände erwarb und nach und nach Produktionsstätten errichtete. Im Jahr 1902 zog die Firma endgültig an den Main. Zu den Gebäuden gehören die Liegenschaften Ludwigstraße 180, 180 A–E, 182, 182 A–B, Andréstraße 49, 51, 51 A, 53, Lilistraße 83, 83 A–E, Nordring 82, 82 A–B sowie 84. Bei den Bauten handelt es sich um sorgfältig gestaltete Industriebauten, deren Fassaden von schmalen Vorgärten begleitet werden. Die Fabriktrakte datieren zwischen 1896 und 1913, sind sachlich gestaltet und gruppieren sich um mehrere Höfe.
Im Gegensatz zu den Straßenfassaden sind die Fassaden der Innenhöfe wesentlich einfacher gestaltet, sogar das Ziegelmaterial ist von einfacherer Qualität. Trotz Kriegsbeschädigungen blieb bis heute der Eindruck einer einheitlichen Anlage erhalten.

## Umbau und neue Nutzung

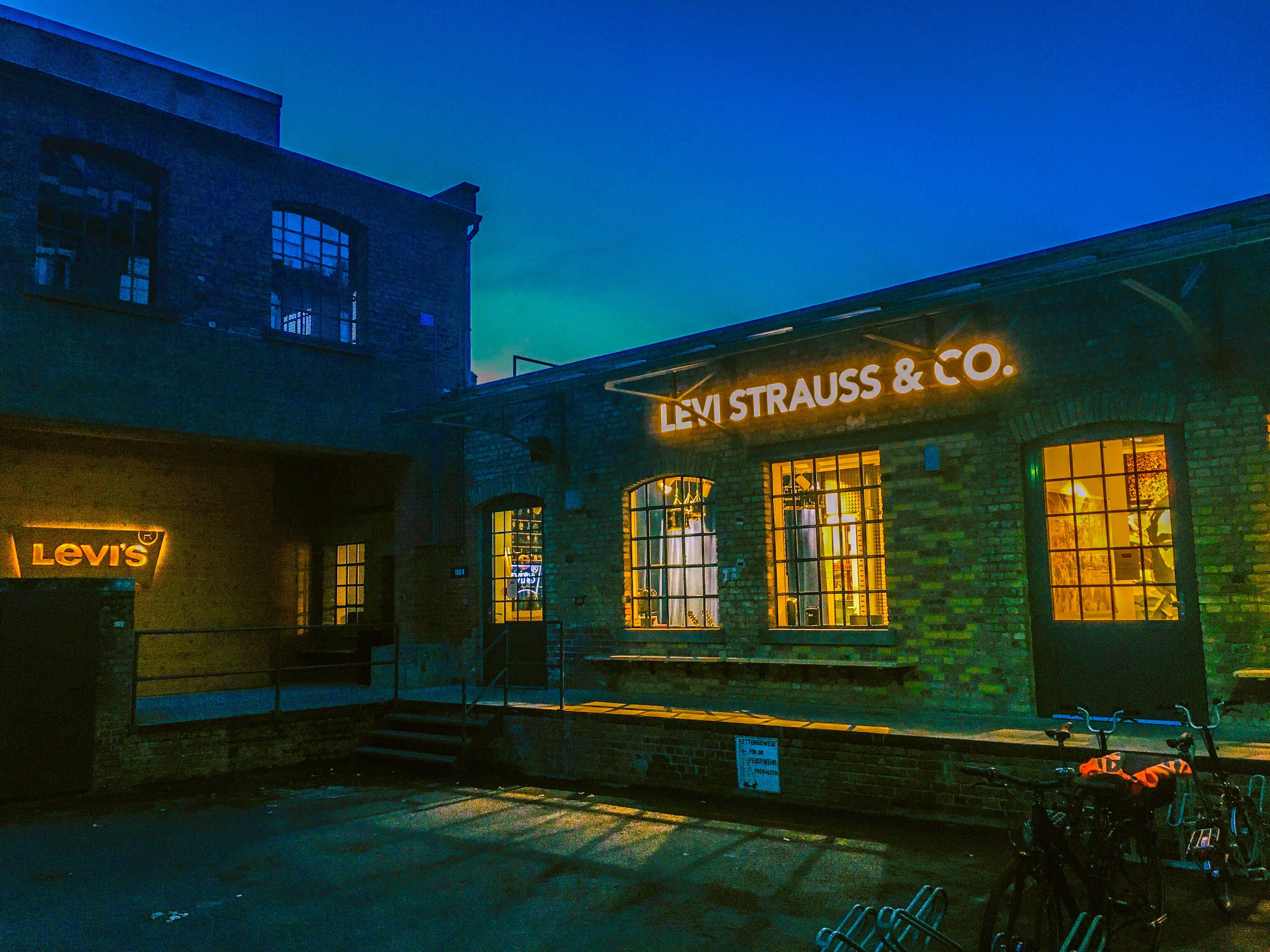
Levi-Strauss-Showroom in der ehemaligen Heyne-Fabrik

Die Firma Heyne wurde 1968 geschlossen. Etwa 20 Jahre später begann die schrittweise Umgestaltung der historischen Anlage zu Büro- und Geschäftsräumen. Die alten Werkshallen und das Verwaltungsgebäude wurden schrittweise von dem Münchener Architektenbüro Allmann, Sattler und Wappner umgestaltet. Dabei wurde darauf geachtet, das alte Flair der Heyne-Fabrik zu erhalten und nur behutsam in die Bausubstanz einzugreifen. Die Raumzuschnitte wurden entsprechend der aktuellen Nutzung flexibel gestaltet und den jeweiligen Mietern angepasst. So konnte die architektonische Wirkung des historischen Gebäudekomplexes weitestgehend erhalten bleiben und zugleich eine Nutzbarkeit nach aktuellen Bedürfnissen erreicht werden.
Die Gebäude beherbergen inzwischen auf 25.000 Quadratmetern Nutzfläche zahlreiche Unternehmen aus kreativen Branchen wie Design, Werbung, Architektur, Mode, Tonstudios sowie eine Kunstgalerie und Event-Dienstleister. Auch IT-, Software- und Internetfirmen befinden sich unter den Mietern. Auch Start-up-Unternehmen wie zum Beispiel DeinBus.de fanden hier ihr Domizil.
In der Heyne-Fabrik hatte die Hochschule für Gestaltung Räume angemietet, in denen sich das Atelier und die Malklasse von Adam Jankowski befanden. Die Heyne Kunst Fabrik gemeinnützige GmbH, eine im Jahre 2007 gegründete Kunst-Organisation mit Sitz in Offenbach am Main, eine Kunsthalle für nationale und internationale zeitgenössische Kunst stellte seit ihrer Gründung in der Heyne-Fabrik aus. Im Herbst 2016 gab die Heyne Kunst Fabrik die Räume auf.
Die Heyne-Fabrik ist Plattform für unterschiedlichste Veranstaltungen. Zweimal im Jahr findet dort ein Musterteileverkauf der dort ansässigen Modeagenturen statt. Seit 2009 findet in der Heyne-Fabrik regelmäßig ein Treff für Oldtimer und klassische Automobile statt. Zudem ist die Fabrik regelmäßig einer der Schauplätze beim Lichterfest Luminale.
Die Fabrik ist Teil des Projektes Route der Industriekultur Rhein-Main.

## Auszeichnungen
- 1998: Designpreis der Wüstenrot Stiftung[4]
- 1999: Hessischer Denkmalschutzpreis[13]
- 2000: Preis für Neues Leben in alten Gebäuden der Deutsche Bank Bauspar AG[14]